# Jochem Dobber
Jochem Dobber (8 juli 1997) is een Nederlands atleet, die gespecialiseerd is in de 400 m sprint. Hij won goud op de 4 x 400 m tijdens de Europese indoorkampioenschappen 2021 en de World Athletics Relays 2021.

## Biografie

### Juniortijd
Santpoorter Jochem Dobber zat in zijn jeugd aanvankelijk een paar jaar op voetbal en judo, maar was als klein jongetje eigenlijk altijd aan het rennen en vond ten slotte atletiek het leukst. Vooral ook omdat dit een individuele sport is. Bij voetbal ergerde hij zich als er aan de andere kant van het veld iets gebeurde waar hijzelf niets aan kon doen. Daarnaast was hij met hardlopen meteen een van de beste.
Hij meldde zich aan bij het Velsense AV Suomi, waar hij aanvankelijk goed presteerde op de 1000 m. Zijn ouders reden hem door heel Noord-Holland om hem maar te kunnen laten starten op crossjes van een kilometer.

### Overstap naar 400 m
Later koos Dobber voor de 400 m. Zelf zegt hij dat toen zijn olympische droom begon, al durfde hij nog niet te denken aan deelname aan internationale wedstrijden. Dat besef kwam pas, toen hij op zijn negentiende het 37 jaar oude nationale jeugdrecord op de 400 m van 46,68 s met 0,01 seconde verbeterde en in 2016 mocht deelnemen aan de wereldkampioenschappen voor U20-junioren in Bydgoszcz. Hij kwam er tot de halve finale. Toen drong het tot hem door dat hij zou kunnen uitgroeien tot een olympiër.

### Strijd om de nationale titels
Vanaf 2017 streed Dobber op nationaal niveau mee bij de senioren en al direct liet hij zien, dat hij mee wilde doen om de medailles. Dat lukte hem het eerste jaar op de Nederlandse baankampioenschappen nog niet (hij eindigde als vierde), maar in de jaren die volgden finishte hij steevast bij de eerste drie, met als voorlopig hoogtepunt zijn eerste en vooralsnog enige nationale titel in 2020. En sinds 2019 doet hij met drie bronzen plakken op rij ook op de NK indoor volop mee.

### Lid van estafetteteam
Als logisch gevolg van deze goede prestaties werd Dobber enkele jaren geleden ook opgenomen in de nationale estafetteploeg op de 4 x 400 m. Sindsdien heeft hij zich daarin een vaste plaats verworven en heeft hij inmiddels als lid van dit team enkele opmerkelijke successen behaald. Ook al moest hij er aanvankelijk hard voor strijden. Op de World Athletics Relays van 2019 in Yokohama viel hij bij het overgeven van de estafettestok, maar kon hij die in zijn val nog net aan zijn ploeggenoot doorgeven. In 2021 ging het wisselen echter vlekkeloos, wat op de Europese indoorkampioenschappen in Toruń leidde tot een gouden medaille in de nationale indoorrecordtijd van 3.06,06, waarna in 3.03,45 een tweede gouden medaille werd veroverd tijdens de World Relays in Chorzów, Polen. In beide gevallen bestond de ploeg naast startloper Dobber uit Liemarvin Bonevacia, Ramsey Angela en Tony van Diepen.

## Kampioenschappen

### Internationale kampioenschappen
| Onderdeel | Titel                   | Jaar |
| --------- | ----------------------- | ---- |
| 4 x 400 m | World Relays kampioen   | 2021 |
| 4 x 400 m | Europees indoorkampioen | 2021 |

### Nederlandse kampioenschappen
Outdoor
| Onderdeel | Jaar |
| --------- | ---- |
| 400 m     | 2020 |

## Persoonlijke records
Outdoor
| Onderdeel | Prestatie          | Datum        | Plaats  |
| --------- | ------------------ | ------------ | ------- |
| 200 m     | 20,90 s (-0,4 m/s) | 24 mei 2021  | Tilburg |
| 400 m     | 45,07 s            | 27 juni 2021 | Breda   |

Indoor
| Onderdeel | Prestatie | Datum            | Plaats    |
| --------- | --------- | ---------------- | --------- |
| 200 m     | 21,59 s   | 30 januari 2021  | Wenen     |
| 400 m     | 46,51 s   | 21 februari 2021 | Apeldoorn |

## Palmares

### 400 m
- 2016: 4e in ½ fin. WK U20 te Bydgoszcz - 47,22 s
- 2017: 4e NK - 46,92 s
- 2018:  NK - 47,23 s
- 2019:  NK indoor - 47,31 s
- 2020:  NK indoor - 46,85 s
- 2020:  NK - 46,59 s
- 2021:  NK indoor - 46,51 s
- 2021:  NK - 45,07 s
- 2021: 17e OS 2020 - 45,48 s

### 4 x 400 m
- 2019: 5e B-fin. World Athletics Relays in Yokohama - 3.05,15 (in serie 3.04,30)
- 2019:  ETC 2019
- 2021:  EK indoor - 3.06,06 (NR)
- 2021:  World Athletics Relays - 3.03,45
- 2021:  OS - 2.57,18 (NR)[2]
- 2022:  WK indoor - 3.06,90[3]
- 2022: 5e EK - 3.01,34

### 4 x 400 m gemengd
- 2021: 4e OS - 3.10,36 (NR)[4]